# Wieteke Cramer
Pour les articles homonymes, voir Cramer.
Wieteke Cramer, née le 13 juin 1981 à Lemmer, est une patineuse de vitesse néerlandaise. Elle est médaillée de bronze aux Championnats du monde toutes épreuves 2004.

## Palmarès

### Championnats du monde toutes épreuves
- Médaille de bronze toutes épreuves en 2004 à Hamar.

### Championnats des Pays-Bas
- Championne du 1 500 mètres en 2000 et toutes épreuves en 2006.